# Grote Prijs Stad Zottegem 1969
Il Grote Prijs Stad Zottegem 1969, trentaquattresima edizione della corsa, si svolse il 19 agosto 1969 su un percorso di 160 km, con partenza e arrivo a Zottegem. Fu vinto dal belga Willy Van den Eynde della Okay Whisky-Diamant-Geens davanti ai suoi connazionali Roland Callewaert e Jacques Zwaenepoel.

## Ordine d'arrivo (Top 10)
| Pos. | Corridore           | Squadra                          | Tempo    |
| ---- | ------------------- | -------------------------------- | -------- |
| 1    | Willy Van den Eynde | Okay Whisky-Diamant-Geens        | 4h07'26" |
| 2    | Roland Callewaert   | Pull Over Centrale-Tasmanie-Novy |          |
| 3    | Jacques Zwaenepoel  | Goldor-Hertekamp-Herta           |          |
| 4    | Willy Planckaert    | Frimatic-Viva-de Gribaldy        |          |
| 5    | Etienne Sonck       | Goldor-Hertekamp-Herta           |          |
| 6    | Joseph Schoeters    | Peugeot-BP-Michelin              |          |
| 7    | Jan van Katwijk     | Willem II-Gazelle                |          |
| 8    | Julien Van Lint     | Ferretti                         |          |
| 9    | Emiel Coppens       | Flandria-De Clercq-Kruger        |          |
| 10   | Fernand Hermie      | Pull Over Centrale-Tasmanie-Novy |          |